# Pieris cheiranthi
Pieris cheiranthi és una espècie de lepidòpter papilionoïdeu de la família dels pièrids (Pieridae)  endèmica de les Illes Canàries Existeix una subespècie pròpia de l'illa de La Palma, Pieris cheiranthi benchoavensis.